# Philippe Grimbert
Pour les articles homonymes, voir Grimbert.
Philippe Grimbert, né à Paris le 30 mai 1948, est un écrivain et psychanalyste français.

## Biographie
Après des études de psychologie en 1968, Philippe Grimbert réalise une analyse d'orientation lacanienne, grâce à Mme Laca avant d'ouvrir son propre cabinet à Paris. Il travaille aussi dans deux instituts médico-éducatifs, à Asnières et à Colombes, auprès d'adolescents autistes ou psychotiques.
Passionné de musique, de danse et d'informatique, il publie plusieurs essais dont Psychanalyse de la chanson (1996) et Pas de fumée sans Freud (1999) ou encore un roman biographique sur le danseur Roudolf Noureev.
La Petite Robe de Paul, publié en 2001, le fait connaître en littérature générale. Il est en tout l'auteur de neuf romans, notamment Un secret (2004), vendu aujourd'hui à plus d'1 500 000 exemplaires qui est récompensé par le prix Goncourt des lycéens en 2004, le prix des Lectrices de Elle et le prix Wizo en 2005. En 2007, ce roman est adapté au cinéma par Claude Miller, avec Patrick Bruel et Cécile de France dans les rôles principaux.

## Œuvres

### Romans
- La Petite Robe de Paul. Paris : Grasset, août 2001, 177 p.  (ISBN 2-246-62111-9) Rééd. Paris : le Grand livre du mois, 2001, 177 p. (ISBN 2-7028-6624-7) ; Le Mans : Libra diffusio, février 2005, 122 p. (ISBN 2-84492-165-5) ; Paris : Librairie générale française, coll. "Le livre de poche"
- Un secret, Grasset, 5 mai 2004, 191 p.  (ISBN 2-246-67011-X) Rééd. Paris : le Grand livre du mois, 2004, 191 p. (ISBN 2-7028-9601-4) ; Paris : Paris : France loisirs, 2005, 151 p. (ISBN 2-7441-7865-9) ; Versailles : Feryane, coll. "Roman. Corps 18", janvier 2005, 230 p. (ISBN 978-2-84011-633-2) ; Paris : Grasset, septembre 2007, 191 p. (ISBN 978-2-246-67012-4) ; Paris : Librairie générale française, coll. "Le livre de poche" no 30563, septembre 2007, 184 p. (ISBN 978-2-253-11718-6) ; Paris : Librairie générale française, coll. "Le livre de poche", série "Les classiques pédago" no 34231, juin 2016, 177 p. (ISBN 978-2-253-18314-3). Présentation, dossier et notes de Clélie Millner
- La Mauvaise Rencontre. Paris : Grasset, mai 2009, 213 p.  (ISBN 978-2-246-75661-3) Rééd. Versailles : Feryane, coll. "Roman. Corps 18", septembre 2009, 274 p. (ISBN 978-2-84011-916-6) ; Paris : Librairie générale française, coll. "Le livre de poche" no 31901, septembre 2010, 179 p. (ISBN 978-2-253-12985-1)
- Un Garçon singulier. Paris : Grasset, mars 2011, 206 p.  (ISBN 978-2-246-78496-8). Rééd. Paris : le Grand livre du mois, 2011, 206 p. (ISBN 978-2-286-07524-8) ; Versailles : Feryane, coll. "Roman. Corps 18", mai 2011, 247 p. (ISBN 978-2-36360-019-6) ; Paris : Librairie générale française, coll. "Le livre de poche" no 32661, août 2012, 177 p. (ISBN 978-2-253-16420-3)
- Nom de Dieu !. Paris : Grasset, mai 2014, 193 p.  (ISBN 978-2-246-85367-1) Rééd. Paris : le Grand livre du mois, 2014, 193 p. (ISBN 978-2-286-11318-6) ; Paris : Librairie générale française, coll. "Le livre de poche" no 33742, avril 2015, 182 p. (ISBN 978-2-253-18273-3)
- Rudik, l'autre Noureev. Paris : Plon, coll. "Miroir", janvier 2015, 174 p.  (ISBN 9782259218498) Rééd. Paris : Librairie générale française, coll. "Le livre de poche" no 34166, juin 2016, 182 p. (ISBN 978-2-253-08729-8)

### Livres audio
- Un secret / lu par l'auteur. Paris : Audiolib, février 2008. Format MP3 (2 h 50)  (ISBN 978-2-35641-003-0).
- La Mauvaise Rencontre / lu par l'auteur. Paris : Audiolib, juillet 2009. Format MP3 (2 h 55)  (ISBN 978-2-35641-092-4).

### Essais
- Psychanalyse de la chanson. Paris : Les Belles Lettres-Archimbaud, coll. "L'inconscient à l'œuvre" no 2, janvier 1996, 334 p.  (ISBN 2-251-74301-4). Rééd. Paris : Hachette Littératures, coll. "Pluriel. Psychanalyse", mai 2004, 334 p. (ISBN 2-01-279089-5) ; Paris : Pluriel, janvier 2013, 338 p. (ISBN 978-2-8185-0320-1)
- Pas de fumée sans Freud : psychanalyse du fumeur. Paris : Armand Colin, coll. « Renouveaux en psychanalyse », octobre 1999, 240 p.  (ISBN 2-200-25108-4) Rééd. Paris : Hachette Littératures, coll. "Pluriel", mars 2002, 238 p. (ISBN 2-01-279057-7) ; Pluriel, mars 2011, 238 p. (ISBN 978-2-8185-0077-4)
- Évitez le divan : petit manuel à l'usage de ceux qui tiennent à leurs symptômes. Paris : Hachette Littératures, avril 2001, 250 p.  (ISBN 2-01-235576-5) Rééd. Paris : Points no 2257, octobre 2009, 189 p. (ISBN 978-2-7578-1559-5) ; Paris : Fayard, février 2013, 189 p. (ISBN 978-2-213-67703-3)
- Chantons sous la psy. Paris : Hachette Littératures, mars 2002, 171 p.  (ISBN 2-01-235600-1)
- Avec Freud au quotidien : essais de psychanalyse appliquée. Paris : Grasset, mars 2012, 316 p.  (ISBN 978-2-246-79812-5) (OCLC 793486296) Rééd. Paris : le Grand livre du mois, 2012, 316 p. (ISBN 978-2-286-08862-0) ; Paris : Librairie générale française, coll. "Le livre de poche" no 33165, 2014, 256 p. (ISBN 978-2-253-17659-6)
- Le Sexe. Paris : Flammarion, coll. "Le monde en tableaux", novembre 2016, 192 p.  (ISBN 978-2-08-138870-3)

### Documentaires
- Les Secrets d'"Un secret" / textes de Philippe Grimbert et Claude Miller ; photos de Thierry Valletoux ; préface d'Amanda Sthers. Paris : Verlhac, octobre 2007, 108 p.  (ISBN 978-2-916954-08-0) Ouvrage autour de l'adaptation cinématographique de Claude Miller Un secret sorti la même année, d'après le roman éponyme de Philippe Grimbert.
- Quand ça va, quand ça va pas : leurs émotions expliquées aux enfants (et aux parents !) / par Philippe Grimbert ; illustré par Laure Monloubou. Suresnes : Les éditions Clochette, mars 2018, 51 p.  (ISBN 979-10-91965-46-0) Rééd. Grenoble : Glénat jeunesse, avril 2019, 54 p. (ISBN 978-2-344-03678-5)

### Collectifs
- Devenir heureux : ces épreuves qui font notre force / Karine Le Marchand ; avec la participation de Stéphane Clerget, Philippe Grimbert et Maryse Vaillant. Paris, Calmann-Lévy, 2009, 235 p.  (ISBN 978-2-7021-4018-5)
- Le Plaisir / Marcel Conche, Nathalie Crom, Philippe Grimbert. Paris : "Le Magazine littéraire", coll. "Nouveaux regards", 2013, 172 p.  (ISBN 979-10-91530-06-4)
- Leur patient préféré : 17 histoires extraordinaires de psychanalystes / Violaine de Montclos. Paris : Stock, février 2016, 173 p.  (ISBN 978-2-234-07911-3)
- Et toujours elle m'écrivait : récit / Jean-Marc Savoye ; avec le regard de Philippe Grimbert. Paris : Albin Michel, coll. "Document", mars 2017, 264 p.  (ISBN 978-2-226-39385-2). Prix de l'essai Psychologies-Fnac 2018.

### Ouvrages préfacés
- Mots pour Maux, recueil de nouvelles ; préface Philippe Grimbert. Paris : Gallimard-Pour la littérature, octobre 2008, 292 p.  (ISBN 978-2-07-012305-6)
- Les Champions juifs dans l'histoire : des sportifs face l'antisémitisme / Philippe Assoulen ; préface Philippe Grimbert. Paris : Imago, février 2009, 190 p.  (ISBN 978-2-84952-072-7)
- Écrire la vie : non-fiction, vérité et psychanalyse / Helen Epstein ; traduit de l'anglais (États-Unis) par Cécile Nelson. Paris : La Cause des livres, octobre 2009, 111 p.  (ISBN 978-2-917336-07-6)
- Mémoires d'avenir / Nestor Bidadanure, Françoise Cruz ; préface de Philippe Grimbert. Paris : Naïve, octobre 2011, 152 p.  (ISBN 978-2-35021-253-1)
- Psychopathologie de la vie quotidienne / Sigmund Freud ; traduit de l'allemand par Serge Jankélévitch ; introduction par Philippe Grimbert ; édition abrégée lu par Michel Raimbault. Paris : Audiolib, coll. "Documents et essais", mai 2012, 1 disque compact audio (5:57:00)  (ISBN 978-2-35641-498-4)
- Je chante avec mon bébé : 107 chansons et comptines expliquées aux parents / Agnès Chaumié. Mont-de-Marsan : Au merle moqueur, mai 2014, 157 p.  (ISBN 978-2-916681-39-9)
- Rien à me mettre ! : le vêtement, plaisir et supplice / Élise Ricadat, Lydia Taïeb ; préface de Philippe Grimbert. Paris : Albin Michel, février 2012, 216 p.  (ISBN 978-2-226-24016-3). Rééd. Paris : Librairie générale française, coll. "Le livre de poche" no 33141, octobre 2013, 220 p. (ISBN 978-2-253-16707-5)
- Lettres à quelqu'un / Jean-François Spricigo ; préface de Philippe Grimbert. Paris : Archimbaud éditeur-Riveneuve, janvier 2014, 108 p.  (ISBN 978-2-36013-268-3)
- Itinéraire d'une enfant maltraitée : la haine, l'amour, la vie / Liliane Zylberstejn ; préface de Philippe Grimbert. Paris : Odile Jacob, coll. "Psychologie", mai 2017, 175 p.  (ISBN 978-2-7381-3797-5)
- Comptines du jardin d'Eden : 28 comptines juives : yiddish, judéo-espagnol, hébreu, arabe / collectage Nathalie Soussana ; illustrations Beatrice Alemagna ; musique Paul Mindy, Jean Christophe Hoarau ; préface de Philippe Grimbert. Paris : Didier jeunesse, coll. "Comptines du monde", avril 2018, 57 p.  (ISBN 978-2-278-08932-1)

## Adaptations de l’œuvre

### Au cinéma
- 2007 : Un secret, film français de Claude Miller, avec Patrick Bruel, Cécile de France, Julie Depardieu, Ludivine Sagnier. Un secret : un film de Claude Miller, L'Avant-scène cinéma no 565, janvier 2008, 128 p. (ISBN 978-2-84725-059-6). Dossier sur le film comprenant : quatre entretiens avec le réalisateur, Philippe Grimbert, Cécile de France et Patrick Bruel, la filmographie de Claude Miller, la fiche technique du film et son découpage plan par plan avec les dialogues.

### À la télévision
- 2011 : La Mauvaise Rencontre, téléfilm français de Josée Dayan, avec Matthieu Dessertine, Samuel Mercer, Jeanne Moreau. Jeanne Moreau va l'aider énormément dans son travail

### Au théâtre
- 2009 : La Petite Robe de Paul, mise en scène de Frédéric Andrau, produit par le Théâtre de Saint-Maur, la Maison de métallos, Théâtre de Charenton le Pont-Saint Maurice, avec Fabrice Moussy, Valérie Gabriel, Andréa Brusque, Maison des Métallos, Paris[4]